# Чарльз Відор
Чарльз (Карой) Відор (англ. Charles Vidor, угор. Vidor Károly, 27 липня 1900 — 4 червня 1959) — американський кінорежисер угорського походження.

## Біографія
Чарльз (спочатку — Карой) Відор народився в Будапешті в єврейській родині. Режисурою зайнявся в кінці 1920-х років, з появою звукового кіно. Під час Першої світової війни служив в австро-угорської армії.
Його найбільш знамениті фільми — це «Дівчина з обкладинки» (1944), «Джильда» (1946), «Лебідь» (1956) і «Прощавай, зброє!» (1957). У 1958 році він був членом журі на Каннському кінофестивалі.
Видор був одружений чотири рази:
- Доріс Уорнер
- Френсіс Відор (1927—1931)
- Карен Морлі (1932—1943)
- Евелін Кейс (1943—1945)

Чарльз Відор помер у Відні від інфаркту. За свій внесок в кіномистецтво він удостоєний іменної зірки на Голлівудській алеї слави, по Голлівуд Бульвар 6676.